# Ладовый ритм
Ла́довый ритм (другие названия — «теория слухового тяготения», «теория музыкального мышления») — теория российского музыковеда Б. Л. Яворского. 

## Краткий очерк специфики
Название теории ладового ритма объясняется так: высотные отношения в музыке основаны на ладе, а временны́е — на ритме. Под «ладовым ритмом» Яворский понимал развёртывание музыкального лада во времени; соответствует современному динамическому пониманию лада. Лад по Яворскому разворачивается на основе тяготений и разрешений, на основе перехода «неустойчивых» созвучий в «устойчивые» (см. статью Устой и неустой). Источником тяготения служит «шестиполутоновое отношение», или тритон (острый диссонанс в 12-полутоновой хроматической гамме равномерно темперированного строя). Абсолютизация тритона в качестве универсального источника ладообразования является уязвимой стороной этой теории.
Теория ладового ритма обосновывает наряду с мажором и минором также лады, тоники которых не являются консонирующими трезвучиями, в том числе, так называемые симметричные лады.
Яворский пытался внедрить свою теорию ладового ритма в учебные курсы Московской консерватории, но получил отпор со стороны консерваторской профессуры. В 1921–1930 годах преподавал «слушание музыки» в основанном им Первом государственном музыкальном техникуме.

## Рецепция
Концепция ладового ритма Яворского получила общественный резонанс в начале 1930-х годов. В феврале 1930 года по инициативе А. В. Луначарского была организована «Всесоюзная конференция по вопросам теории и практики ладового ритма» (проходила в Малом зале Московской консерватории). Выступления некоторых видных музыковедов (например, М. В. Иванова-Борецкого) содержали резкую критику метода и терминологии Яворского. Ещё более полемичной стала дискуссия, состоявшаяся в Государственной академии искусствознания (Москва) в июне 1931 года (уже без покровительства Луначарского), в ходе которой теория ладового ритма была подвергнута уничтожающей критике. По сути, эта дискуссия ознаменовала конец надеждам Яворского внедрить свою концепцию в обучение музыкантов.
В 1939 году теорию ладового ритма Яворского подверг критике И. Я. Рыжкин . Отмечая «крайнюю несистематичность» её автора и «запутанный стиль изложения», Рыжкин с сожалением обобщил: «Пользоваться печатными изложениями теории ладового ритма возможно только для лиц, уже знающих эту теорию. Научиться этой теории, освоить ее по существующим печатным изложениям для лиц, не знакомых с ней ранее, как правило, очень затруднительно».